# Sphaereupatorium
Sphaereupatorium là một chi thực vật có hoa trong họ Cúc (Asteraceae).

## Loài
Chi Sphaereupatorium gồm các loài: